# Coings
Coings és un municipi francès, situat al departament de l'Indre i a la regió de Centre – Vall del Loira. L'any 2007 tenia 865 habitants.

## Demografia

### Població
El 2007 la població de fet de Coings era de 865 persones. Hi havia 324 famílies, de les quals 60 eren unipersonals (36 homes vivint sols i 24 dones vivint soles), 100 parelles sense fills, 140 parelles amb fills i 24 famílies monoparentals amb fills.
La població ha evolucionat segons el següent gràfic:
Habitants censats

### Habitatges
El 2007 hi havia 353 habitatges, 322 eren l'habitatge principal de la família, 5 eren segones residències i 26 estaven desocupats. 343 eren cases i 9 eren apartaments. Dels 322 habitatges principals, 285 estaven ocupats pels seus propietaris, 23 estaven llogats i ocupats pels llogaters i 14 estaven cedits a títol gratuït; 2 tenien una cambra, 6 en tenien dues, 28 en tenien tres, 106 en tenien quatre i 180 en tenien cinc o més. 273 habitatges disposaven pel capbaix d'una plaça de pàrquing. A 115 habitatges hi havia un automòbil i a 192 n'hi havia dos o més.

### Piràmide de població
La piràmide de població per edats i sexe el 2009 era:
| Homes | Edats   | Dones |
| ----- | ------- | ----- |
| 0     | 95 o +  | 0     |
| 0     | 90 a 94 | 4     |
| 0     | 85 a 89 | 0     |
| 0     | 80 a 84 | 8     |
| 4     | 75 a 79 | 16    |
| 12    | 70 a 74 | 4     |
| 20    | 65 a 69 | 8     |
| 16    | 60 a 64 | 16    |
| 20    | 55 a 59 | 20    |
| 28    | 50 a 54 | 8     |
| 48    | 45 a 49 | 44    |
| 40    | 40 a 44 | 32    |
| 52    | 35 a 39 | 60    |
| 24    | 30 a 34 | 28    |
| 12    | 25 a 29 | 16    |
| 12    | 20 a 24 | 20    |
| 24    | 15 a 19 | 24    |
| 32    | 10 a 14 | 40    |
| 36    | 5 a 9   | 36    |
| 32    | 0 a 4   | 20    |

## Economia
El 2007 la població en edat de treballar era de 586 persones, 436 eren actives i 150 eren inactives. De les 436 persones actives 400 estaven ocupades (216 homes i 184 dones) i 36 estaven aturades (16 homes i 20 dones). De les 150 persones inactives 55 estaven jubilades, 64 estaven estudiant i 31 estaven classificades com a «altres inactius».

### Ingressos
El 2009 a Coings hi havia 325 unitats fiscals que integraven 863 persones, la mediana anual d'ingressos fiscals per persona era de 18.948 €.

### Activitats econòmiques
Dels 31 establiments que hi havia el 2007, 2 eren d'empreses extractives, 6 d'empreses de construcció, 5 d'empreses de comerç i reparació d'automòbils, 1 d'una empresa de transport, 4 d'empreses d'hostatgeria i restauració, 2 d'empreses financeres, 2 d'empreses immobiliàries, 5 d'empreses de serveis, 2 d'entitats de l'administració pública i 2 d'empreses classificades com a «altres activitats de serveis».
Dels 5 establiments de servei als particulars que hi havia el 2009, 2 eren paletes, 2 lampisteries i 1 restaurant.
L'any 2000 a Coings hi havia 19 explotacions agrícoles que ocupaven un total de 2.041 hectàrees.

## Equipaments sanitaris i escolars
El 2009 hi havia una escola elemental.

## Poblacions més properes
El següent diagrama mostra les poblacions més properes.